# Margaret Gorman

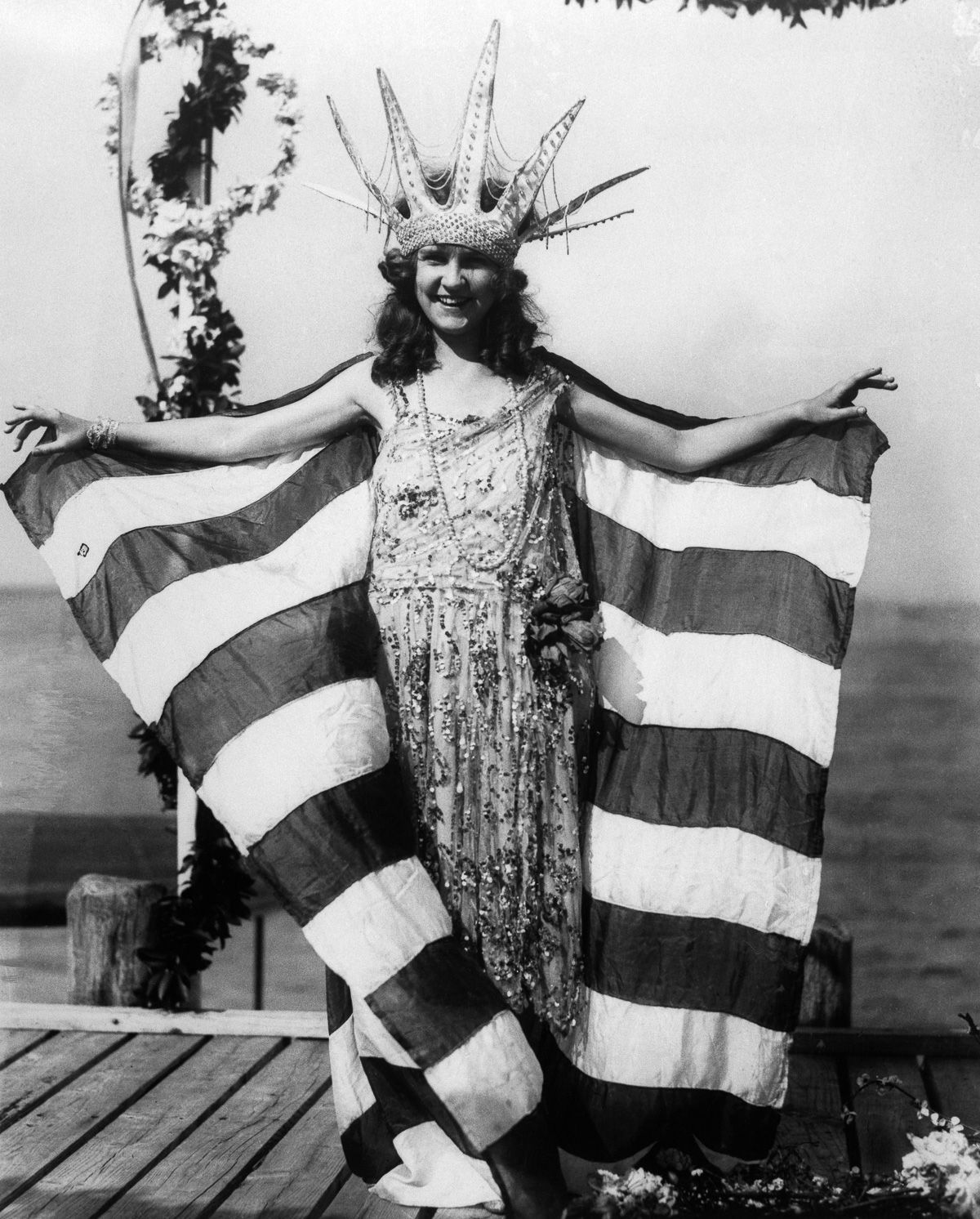
Margaret Gorman, Miss America 1921

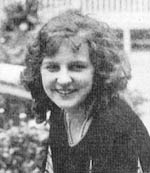
Margaret Gorman

Margaret Gorman, später Margaret Gorman Cahill, (* 18. August 1905 in Washington, D.C.; † 1. Oktober 1995 in Bowie, Maryland) war 1921 die erste Miss America.

## Biografie
Margaret Gorman wurde in Washington D.C. geboren, wo sie auch zur Schule ging. Im Alter von 15 Jahren kam sie in die Endausscheidung zur ersten Wahl der Miss Washington DC, die sie gewann.  Kurz darauf gewann sie den Inter-City Beauty Contest und The Most Beautiful Bathing Girl in America. Am 8. September 1921 gewann sie die ersten Wahlen zur Miss America. Mit ihren 16 Jahren und einer Größe von nur 1,53 Meter war sie die jüngste und kleinste Miss America aller Zeiten sowie die einzige Miss Washington D.C., die diesen Titel erhielt, während sie noch die Schule besuchte.
In der Folgezeit versuchte sie nochmals Miss America zu werden, scheiterte aber. Mitte der 1920er Jahre heiratete sie Victor Cahill, mit dem sie bis zu dessen Tod 1957 zusammen lebte. Sie selbst hatte ihren Wohnsitz immer in Washington D.C., ging aber oft auf Reisen. Anfang Oktober 1995 verstarb Gorman in Bowie, Maryland im Alter von 90 Jahren.